# Krzysztof Podemski
Krzysztof Podemski (ur. 4 stycznia 1953 w Olsztynie) – polski socjolog, doktor habilitowany, profesor nadzwyczajny Uniwersytetu im. Adama Mickiewicza w Poznaniu, specjalista w zakresie metodologii badań jakościowych, nierówności społecznych i socjologii podróży.

## Życiorys
Ukończył studia na kierunkach socjologia (1977) i psychologia (1978) w Uniwersytecie im. Adama Mickiewicza w Poznaniu. W latach 1977–1978 pracował jako asystent na Wydziale Turystyki i Rekreacji Akademii Wychowania Fizycznego w Poznaniu, w 1978 rozpoczął studia doktoranckie w Instytucie Socjologii UAM, od 1980 pracował tam jako asystent. W 1988 na podstawie napisanej pod kierunkiem Marka Ziółkowskiego rozprawy pt. Obrazy i wizje społeczeństwa polskiego w prasie krajowej w 1981 roku uzyskał w Instytucie Socjologii Wydziału Nauk Społecznych Uniwersytetu im. Adama Mickiewicza w Poznaniu stopień naukowy doktora nauk humanistycznych w dyscyplinie socjologia. Następnie pracował w Instytucie Socjologii UAM jako adiunkt. Na ww. wydziale na podstawie dorobku naukowego oraz monografii pt. Socjologia podróży nadano mu w 2004 stopień doktora habilitowanego nauk humanistycznych w dyscyplinie socjologia.
Został profesorem nadzwyczajnym w Instytucie Socjologii Wydziału Nauk Społecznych Uniwersytetu im. Adama Mickiewicza w Poznaniu oraz dyrektorem tegoż Instytutu. Był prodziekanem Wydziału Nauk Społecznych UAM.
Był zatrudniony w Wyższej Szkole Komunikacji i Zarządzania w Poznaniu w Wydziale Zarządzania i Ekonomii.
Członek Polskiego Towarzystwa Socjologicznego, Polskiego Towarzystwa Badaczy Rynku i European Society for Market and Opinion Research.
Jego stryjem był Stanisław Podemski.

## Wybrane publikacje
- Poznaniacy o swoim mieście. Życie w Poznaniu (1997)
- Miasto w świadomości swoich mieszkańców. Życie w Poznaniu (2001)
- Socjologia podróży (2004, 2005)
- Obrazy i wizje społeczeństwa polskiego w prasie krajowej w 1981 roku (2008)[2]